# Liggvagn

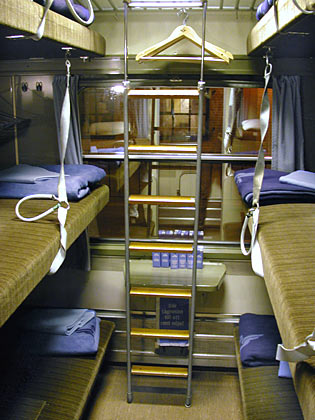
En typisk kupé i en liggvagn av typen BC2. Så här ser kupéerna ut i liggvagnar i nästan hela Europa.

En liggvagn är en sorts personvagn, som brukar finnas i nattåg. Den är en enklare form av sovvagn och har normalt sex britsar per kupé. Det förekommer liggvagnar med fyra britsar per kupé, dock inte i Sverige. Förutom att det är fler personer i varje kupé i en liggvagn är också inredningen i liggvagnar enklare än i en sovvagn. Samtliga nattåg i Sverige medför liggvagn. De vanligaste liggvagnstyperna i Sverige är BC2, BC4 och Bvcmz.